# ليلى عبد اللطيف
ليلى عبد اللطيف (17 يناير 1958) هي سيدة أعمال ومتنبئة لبنانية مصرية، لُقّبت ب«سيّدة التوقعات».

## حياتها

### طفولتها وإلهامها
ولدت في بيروت، والدها كان مفتياً مصرياً في الجامع الأزهر ووالدتها لبنانية، مما جعلها تجمع بين أصول مختلفة. فقدت والدها في سن مبكرة، ولم تتذكر الكثير عنه سوى أنه كان متديناً ويعالج المرضى بالرقية الشرعية. هذه التجربة المبكرة في الحياة ربما ساهمت في تطوير الحاسة التي تقول أنها تمتلكها، والتي بدأت في الظهور بعد وفاة والدها.
درست في مدرسة داخلية مع إخوتها، ثم بدأت حياتها المهنية في سن مبكرة كسكرتيرة في السفارة المصرية ثم بائعة في معرض فني. وخلال هذا الوقت، بدأت تنبؤاتها تُثير الدهشة بين عائلتها وأقاربها. مثل عندما توقعت وفاة جدها أثناء تأدية فريضة الحج. هذه المواقف أثرت عليها وجعلتها تشعر بالفرح عندما تتحقق توقعاتها، بغض النظر عن كون الأحداث مؤلمة أو غير سارة.

### شبابها
في أواخر السبعينيات، كانت أول امرأة لبنانية تعمل كـ "DJ" وتمتلك محلين لبيع الموسيقى في الحمرا وبرمانا. اشتهرت بمهاراتها في الميكساج وحصلت على شهادة تقديرية من «راديو وان». كما فازت ببطولة السباحة في عام 1980 وبالمرتبة الأولى في مسابقة رقص مع شقيقها في عام 1981. بالإضافة إلى ذلك، كانت تمارس الغطس مع صديقتها نيرفانا، الزوجة السابقة للفنان أحمد دوغان.

### حياتها الخاصة
تزوجت ليلى لأول مرة من رجل سعودي يدعى "حميد واكد"، وأنجبت منه ابنيها فهد وزينة. بعد انفصالها عنه ووفاته لاحقًا، عادت إلى لبنان بسبب معاناتها من مشكلة صحية في الرأس تتعلق بشحنات كهربائية، وخضعت للعلاج. خلال تلك الفترة، اضطرت للابتعاد عن أولادها وتنقلت بين بيروت وجدة. في عام 1999، تزوجت مرة ثانية من رجل لبناني يُدعى مارك أبو جودة بعد قصة حب، حيث اعتنق زوجها الإسلام. لاحقًا، افتتحا معًا محلًا لبيع المنتجات الغذائية.

## انطلاقها في عالم الإعلام
في أحد الأيام، اصطحبها أحد أقاربها إلى منزل سمير طنب، المعروف بتوقعاته. هناك، أدرك سمير طنب قدرات ليلى عبد اللطيف واقترح عليها المشاركة في برنامج «مرايا الحظ» عام 1990 مع الإعلامي جورج شهوان. لاحقًا، انضمت إلى قناة إم تي في اللبنانية بدعم من الإعلامي غازي فغالي، حيث ظهرت في برنامج "Servishow" لمدة ثلاثة أشهر، تجيب خلالها على أسئلة المشاهدين من خلال قراءة الصور التي يرسلونها. خلال عملها في القناة، التقت بالمطرب ربيع الخولي وأخبرته بتوقعها فقدان شخص عزيز عليه ورؤيته في دير. في البداية، استاء الخولي من هذا التوقع، خاصة أنه كان في ذروة نجاحه، لكن الحادثة المؤلمة وقعت بالفعل حين فقد شقيقه في حادث دراجة نارية، مما دفعه لاعتزال الفن والتحول إلى الأب طوني الخولي. بعد سنوات، التقت ليلى بالإعلامية ريما نجيم، التي اقترحت عليها إطلاق برنامج شهري للتوقعات، فاستمرت في إذاعة «صوت الغد» لمدة ست سنوات، كما ظهرت في العديد من البرامج التلفزيونية ووسائل الإعلام المكتوبة والإلكترونية.
في عام 2009، قدمت ليلى عبد اللطيف حلقتين من برنامج التوقعات "على طاولتي" مع الإعلامي نيشان عبر شاشة إم تي في اللبنانية. ثم في عام 2014، ظهرت في حلقات توقعات على قناة القاهرة والناس المصرية، حيث شاركت مع الإعلامي طوني خليفة.

### برنامج التاريخ يشهد
جاءت فكرة برنامج "تاريخ يشهد" بالصدفة أثناء وجود ليلى عبد اللطيف مع زوجها في أحد المطاعم في وسط بيروت، حيث لمحت الشيخ بيار الضاهر. اقتربت منه وسلمت عليه، وعرضت عليه فكرة تقديم برنامج شهري على قناة "إل بي سي"، وبالفعل التقت مديرة البرامج وبدأت العمل على المشروع.
في البداية، قدمت البرنامج الإعلامية ماتيلدا فرج الله، لكنها غادرت لاحقًا للانتقال إلى قناة الحرة لتقديم برنامج اجتماعي خاص بها. في عام 2013، تولى رجا ناصر الدين ورودولف هلال تقديم البرنامج، وفي مطلع عام 2016، انفصل رجا عن رودولف وبدأ بمفرده في تقديم "تاريخ يشهد". كان البرنامج يُعرض في نهاية كل شهر على شاشتي المؤسسة اللبنانية للإرسال وقناة الانتشار اللبناني حتى أكتوبر 2016.

### تعينها سفيرة
في أغسطس 2016 عينت منظمة World Refugee Fund «الصندوق الدولي للاجئين» التي تأسست في واشنطن عام 1956 ليلى عبد اللطيف سفيرةً لها في لبنان

### مشاركتها في ديو المشاهير
في ديسمبر 2018 شاركت في برنامج ديو المشاهير بموسمه الثالث على شاشة إم تي في اللبنانية وقد اختارت رسالة «دار الرعاية الماروني في فرن الشبّاك»

### ليلى عبد اللطيف وإخفاق التوقعات
بعد إخفاق توقعاتها بوصول جان عبيد إلى رئاسة الجمهورية وفوز العماد ميشال عون، وكذلك انتخاب دونالد ترامب رئيسًا للولايات المتحدة، ظهرت ليلى عبد اللطيف في برنامج "لهون وبس" مع هشام حداد على شاشة أل بي سي آي، بعد توقف برنامجها السابق لانتهاء عقدها مع المحطة. وأكدت أنها لن تغيّر توقعاتها ولا تزال ترى دورًا للنائب سليمان فرنجية والوزير السابق جان عبيد، مشيرةً إلى أن إلهاماتها لا تحدد بوقت. في العام 2015، تحدثت عبد اللطيف عن دور العماد عون والقوات اللبنانية وعودة النائب عقاب صقر، مؤكدة مجددًا أن عبيد سيكون رئيسًا للجمهورية يومًا ما حتى وإن بلغ من العمر 80 عامًا. وفي ردها على الانتقادات التي طالتها، نفت عبد اللطيف أن تكون قد فكّرت بالاعتزال، وأكدت أنها لم تخسر وأن توقعاتها لم تُخطئ، معتبرةً أن المسألة مرتبطة بالوقت. قالت: «أنا لست نبيًا، أنا إنسان. ما يهمني هو محبة الناس»، مشيرةً إلى ما وصفته "حقد" بعض وسائل الإعلام تجاهها، مضيفةً أن «لله وحده يعلم بالغيب». وفيما يتعلق بتقاضي الأموال للترويج لبعض الأسماء، قالت: "أعوذ بالله، أنا لا أخاف إلا من ربي". وأكدت أنه في كلا الحالين، سواء أصابت توقعاتها أو أخفقت، تتعرض للحملات؛ ففي حال أصابتها تُتهم بتقاضي الأموال والعلاقة بالمخابرات، وفي حال أخفقت تُشن الحملات عليها. كما كشفت عبد اللطيف خلال الحلقة عن زواج الفنانة نجوى كرم، لكنها لم تفصح عن اسم زوجها، وأعلنت أيضًا عن زواج إليسا، وهو ما نفته الأخيرة عبر حسابها على تويتر بعد يومين.

### عودة برنامج التاريخ يشهد وإيقافه
في الرابع من فبراير 2017، عادت ليلى عبد اللطيف إلى شاشة المؤسسة اللبنانية للإرسال بعد توقيعها عقدًا جديدًا مع المحطة عقب انتهاء عقدها الأول. استضافتها الإعلامية اللبنانية زينة فياض في برنامج بحلته الجديدة. ولكن، قررت المحطة بعد ذلك وقف البرنامج بسبب عدم تحقيق عودتها إلى الشاشة نسبة مشاهدة عالية، حيث أثرت توقعاتها الخاطئة بشأن الفائز برئاسة الجمهورية اللبنانية والأميركية، التي صرّحت بها قبل أشهر، سلبًا على شعبيتها.